# いっちゃえマリンちゃん
『いっちゃえマリンちゃん』シリーズとは、おおばやしみゆきによる日本の漫画作品。月刊化以前の『ちゃお』増刊時代の『ChuChu』（小学館）にて読みきりとしてシリーズ連載された作品である。ちゅちゅコミックスのレーベルが誕生する以前の作品のため、単行本はちゃおコミックスより刊行された。

## あらすじ
素直になれない主人公・マリンが、片思い相手の男子・松川を振り向かせるまでに奮闘する物語。

## 登場人物
小室 マリン（こむろ まりん）
主人公。町中では男女ともに大人気。しかし好きな人には素直になれず、強がりな性格。松川のことが大好きで、（2年半位）松川を振り向かすために4時起きでシャンプーやブローなどをして朝早い松川と教室で二人きりになるほど。しかし好きすぎて一緒にいられる時間を30秒で放棄してしまうような面もある。ちゃんと告白はしていないが、「もっとマリンちゃん」から松川と付き合っている。「がんばれマリンちゃん」で水虫になる。　　　　　　
松川（まつかわ）
地味で硬派で本ばかり読んでいるまじめな男子。健全すぎるほど健全。マリンちゃんは自分のことを嫌っていると思っていたが、マリンが吉田からの告白を盗み聞きしていたり、その後のデートをつけたり、吉田にあげたが、草むらに落ちてしまったビーズリングを探して、しかも風邪を引いてしまったと知り好きになった。
苗字しか載っておらず、名前は不明。
吉田（よしだ）
「それでもマリンちゃん」で、松川に告白した女子。みつ編みで地味め。松川を体育館裏に呼び出し、森宮公園のバザーに誘う。
苗字しか載っておらず、名前は不明。

## サブタイトル・掲載
1. いっちゃえマリンちゃん（『ChuChu』2003年9月19日号）
2. それでもマリンちゃん（『ChuChu』2004年6月1日号）
3. もっとマリンちゃん（『ChuChu』2004年9月17日号）
4. がんばれマリンちゃん（『ChuChu』2005年3月20日号）
5. やっぱりマリンちゃん（『ChuChu』2005年7月20日号）

## 書誌情報
- おおばやしみゆき『いっちゃえマリンちゃん』講談社〈ちゃおコミックス〉2005年7月30日発売[1]、ISBN 4-09-130159-2、全1巻